# Dogliani
Dogliani is een gemeente in de Italiaanse provincie Cuneo (regio Piëmont) en telt 4636 inwoners (31-12-2004). De oppervlakte bedraagt 35,9 km², de bevolkingsdichtheid is 129 inwoners per km².

## Demografie
Dogliani telt ongeveer 2038 huishoudens. Het aantal inwoners daalde in de periode 1991-2001 met 2,4% volgens cijfers uit de tienjaarlijkse volkstellingen van ISTAT.
| Jaar | Inwoneraantal |
| ---- | ------------- |
| 1991 | 4666          |
| 2001 | 4554          |

## Geografie
Dogliani grenst aan de volgende gemeenten: Belvedere Langhe, Bonvicino, Bossolasco, Cissone, Farigliano, Lequio Tanaro, Monchiero, Monforte d'Alba, Roddino, Somano.

## Wijnbouw
Dogliani is bekend als naamgever van de bekende rode wijn Dolcetto di Dogliani. Deze wijn, gemaakt van de Dolcetto-druif, wordt al eeuwenlang in de omgeving van Dogliani geproduceerd.